# Gale Storm
Gale Storm, geboren als Josephine Owaissa Cottle, (Bloomington, 5 april 1922 - Danville, 27 juni 2009) was een Amerikaanse zangeres en actrice. Na een filmcarrière van 1940 tot 1952 speelde ze in de twee populaire televisieprogramma's My Little Margie en The Gale Storm Show uit de jaren 1950. Zes van haar liedjes waren top tien hits. Het grootste opnamesucces van Storm was een coverversie vanI Hear You Knockin, die in 1955 nummer 2 in de Billboard Hot 100-hitlijst bereikte.

## Jeugd en opleiding
Josephine's vader William Walter Cottle overleed toen ze 13 jaar oud was. Haar moeder Minnie Corine Cottle had toen de taak om vijf kinderen alleen op te voeden, onder andere door het verrichten van naaiwerkzaamheden. Daarna opende ze een modesalon, echter zonder succes. Daarop verhuisde de familie naar Houston.
Josephine werd een volleerd rolschaatsster en danseres. In de middelbare- en de high school bezocht ze de acteergroep. Op 17-jarige leeftijd moedigden twee leraren haar aan om deel te nemen aan het Gateway to Hollywood Contest, georganiseerd door het CBS Radio Station in Hollywood. De eerste prijs was een jaarcontract met een filmstudio. Uiteindelijk won ze en werd van af dan Gale Storm genoemd, terwijl haar partner Lee Bonell uit South Bend, waarmee ze later zou trouwen, Terry Belmond werd.

## Carrière
Nadat ze het concours had gewonnen, werd ze in de Verenigde Staten een symbool tijdens de jaren 1950. Ze speelde in totaal in bijna 50 films mee en bezette in twee hoogst succesvolle tv-shows de hoofdrol. 
Van 1952 tot 1955 speelde ze met veel succes mee in My Little Margie, dat 126 afleveringen telde. Direct na het einde van de serie volgde The Gale Storm Show, ook wel bekend als Oh! Susannah, die tussen 1956 en 1960 in totaal 143 afleveringen liep. Beide shows werden later meermaals herhaald bij de Amerikaanse televisie.
In 1954 werd Randy Wood, de president van Dot Records, op haar opmerkzaam, toen zijn 10-jarige dochter een comedyshow zag, waarin Gale Storm een lied zong. Wood vond het gezang zo goed, dat hij haar een contract aanbood.
Haar eerste plaat I Hear You Knocking verkocht meer dan een miljoen exemplaren. Het nummer was een cover van een nummer van een r&b-song van Smiley Lewis, wiens song wederom was gebaseerd op de oude Buddy Bolden-klassieker The Bucket's Got A Hole In It. In 1957 volgde de ballade Dark Moon over een verloren liefde met een 4e plaats in de Billboard Hot 100. Tijdens haar carrière had ze verschillende top 10-hits en trad ook op in talrijke toneelstukken op.

## Privéleven
In 1981 publiceerde ze haar autobiografie I Ain't Down Yet, die naast andere dingen ook haar gevecht tegen de alcohol beschrijft. Gale Storm heeft vier sterren op de Hollywood Walk of Fame voor haar prestaties voor radio, muziek, televisie en de bioscoopfilm. Ze was twee keer getrouwd en laat vier kinderen achter.

## Discografie

### Singles (Dot Records)
- 1955: Something's Gotta Give
- 1956: I Hear You Knocking / Never Leave Me
- 1956: Memories Are Made of This / Teenage Prayer
- 1956: Why Do Fools Fall in Love / I Walk Alone
- 1956: I Ain't Gonna Worry / Ivory Tower
- 1956: Tell Me Why / Don't Be That Way
- 1956: Now Is The Hour / A Heart Without A Sweetheart
- 1956: My Heart Belongs To You / Orange Blossoms
- 1957: Lucky Lips / On Treasure Island
- 1957: Dark Moon / A Little Too Late
- 1957: On My Mind Again / Love By The Jukebox Light
- 1957: Go 'Way From My Window / Winter Warm
- 1957: I Get That Feeling / A Farewell To Arms
- 1957: You / Angry
- 1957: South Of The Border / Soon I'll Wed My Love
- 1958: Oh Lonely Crowd / Happiness Left Yesterday
- 1958: I Need You So / On Treasure Island
- 1958: Please Help Me I'm Falling / He Is There

- Biblioteca Nacional de España: XX4937376
- Catàleg d'autoritats de noms i títols de Catalunya: 981058526794306706
- Gemeinsame Normdatei: 133339106
- International Standard Name Identifier: 0000 0001 1556 9409
- Library of Congress Control Number: n78053196
- MusicBrainz: 0f610669-92b0-4fee-859b-7ecc786a8f96
- National Archives and Records Administration: 10582621
- Virtual International Authority File: 60267882
- WorldCat: E39PBJbxFVQhxJPtBmFtPfvCQq